# مسابقات قهرمانی درساژ و پرش با اسب اروپا ۲۰۰۹
الگو:Infobox Compétition sportive

مسابقات قهرمانی درساژ و پرش با اسب اروپا اف‌ئی‌آی ۲۰۰۹ که همچنین با نام مسابقات قهرمانی درساژ و پرش با اسب آلتک ۲۰۰۹ نیز شناخته می‌شود ۳۰ امین دورهٔ مسابقات قهرمانی پرش با اسب اروپا و ۲۶امین دروه از مسابقات قهرمانی درساژ اروپا بود. این مسابقات از ۲۵ اوت تا ۳۰ اوت ۲۰۰۹ در قلعه وینزر و در شهر وینزر انگلیس برگزار شد. این نخستین باری بود که مسابقات قهرمانی پرش با اسب اروپا و مسابقات قهرمانی درساژ اروپا در یک زمان برگزار شدند. ۹۲ شرکت کننده از ۲۴ کشور در مسابقات پرش با اسب و ۵۴ شرکت کننده از ۱۹ کشور در رقابتهای درساژ شرکت داشتند.

## خلاصهٔ مدالها

### جدول مدالها
| رتبه           | کشور                 | طلا | نقره | برنز | مجموع |
| -------------- | -------------------- | --- | ---- | ---- | ----- |
| ۱              | هلند (NED)           | ۳   | ۲    | ۲    | ۷     |
| ۲              | سوئیس (SUI)          | ۱   | ۰    | ۰    | ۱     |
| ۲              | فرانسه (FRA)         | ۱   | ۰    | ۰    | ۱     |
| ۴              | آلمان (GER)          | ۰   | ۱    | ۲    | ۳     |
| ۵              | بریتانیای کبیر (GBR) | ۰   | ۱    | ۱    | ۲     |
| ۶              | ایتالیا (ITA)        | ۰   | ۱    | ۰    | ۱     |
| مجموع (۶ کشور) | مجموع (۶ کشور)       | ۵   | ۵    | ۵    | ۱۵    |

### برندگان مدال
| رویداد             | طلا | نقره | برنز |
| ------------------ | --- | --- | --- |
| درساژ انفرادی آزاد | ادوارد گل با اسب مورلند توتیلاس | ادلین گورنلیسن با اسب پارزیوال | انکی فان گرونسون با اسب سالینرو |
| درساژ ویژه انفرادی | ادلین گورنلیسن با اسب پارزیوال | ادوارد گل با اسب مورلند توتیلاس | لورا تاملینسون با اسب میسترال هوریس |
| درساژ تیمی         | هلند · ادوارد گل با اسب مورلند توتیلاس · ادلین گورنلیسن با اسب پارزیوال · انکی فان گرونسون با اسب سالینرو · ایمکه اسکلکنز-بارتلز با اسب سانرایز | بریتانیای کبیر · لورا تاملینسون با اسب میسترال هوریس · اما هیندل با اسب لنست · کارل هستر با اسب لیبلینگ II · ماریا ایلبرگ با اسب تو ساکس                         | آلمان · ماتیاس-الکساندر رات با اسب سترنتیلر-یونیسف · مونیکا تیئودورسکو با اسب ویسپر · زوزان لیبک با اسب پوتوماک · الن شولتن-بامر با اسب دوناتا اس  |
| پرش با اسب انفرادی | کوین استوت با اسب کراک بوم | کارستن اتو ناگل با اسب کوررادینا | آلبرت زور با اسب اوکی دوکی |
| پرش با اسب تیمی    | سوئیس · پییوس شوویتزر با اسب یولیس · دانیل اتر با اسب پو آ پو · Steve Guerdat on Jalisca Solier · Clarissa Grotta on West Side v. Meerputhoeve  | ایتالیا · خوان کارلوس گارسیا با اسب همیلتون دو پرهت · Giuseppe d'Onofrio on Landzeu · Natale Chiaudani on SNAI Seldana di campalto · Piergiorgio Bucci on Kanebo | آلمان · مارکوس اینینگ با اسب پلات بلو · کارستن اتو ناگل با اسب کوررادینا · توماس مولباور با اسب آستی اسپوانته · مریدیت مایکلز-بیوربام با اسب چک‌میت |